# Molly Thompson-Smith
Molly Thompson-Smith (1997) es una deportista británica que compite en escalada. Ganó una medalla de bronce en el Campeonato Europeo de Escalada de 2020, en la prueba de dificultad.

## Palmarés internacional
| Campeonato Europeo | Campeonato Europeo | Campeonato Europeo | Campeonato Europeo |
| Año                | Lugar              | Medalla            | Prueba             |
| ------------------ | ------------------ | ------------------ | ------------------ |
| 2020               | Moscú (Rusia)      | Medalla de bronce  | Dificultad         |